# Chiloglanis angolensis
Chiloglanis angolensis е вид лъчеперка от семейство Mochokidae.

## Разпространение
Видът е разпространен в Ангола.